# Edith Jeske
Edith Jeske (* 29. Oktober 1957 in Euskirchen) ist eine deutsche Textdichterin, Librettistin und Dozentin.

## Leben
Sie nahm 1983 und 1985/86 am Popkurs in Hamburg teil. Unter ihren Lehrern waren Ernst Bader, Peter Horton, Knut Kiesewetter und Walter Brandin. 1989 übernahm sie in Nachfolge von Ernst Bader das Unterrichtsfach Texten im Popkurs, dem sie bis 2018 als Dozentin angehörte. Ende der 1980er bis Mitte der 1990er verfasste sie Satirebeiträge und moderierte regelmäßige Musiksendungen bei WDR 2 und DLF, 1995 bis 1996 arbeitete sie als Storylinerin für eine ZDF-Soap.
Von 1994 bis 2001 war sie als Textautorin an zahlreichen Produktionen des Schmidt Theaters Hamburg und des Tivoli beteiligt, darunter die Erfolgsproduktionen Pension Schmidt und Swinging St Pauli. Letztere wurde als Swinging Berlin unter der Regie von Helmut Baumann auch im Theater am Kurfürstendamm in Berlin gespielt, in seiner Originalfassung an zahlreichen Bühnen in Deutschland. Edith Jeske textete Tim Fischers Rinnsteinprinzessin (Musik Rainer Bielfeldt), aufgeführt zum Beispiel in der Revue Café Amazonien von Franz Wittenbrink. Edith Jeske schrieb für Ernie Reinhardt (Lilo Wanders), Claus Vinçon, Tango Five, April Hailer, Wolfgang Petry, Jürgen Marcus, Oliver Thomas, Oliver Haidt, Franziska, Patrick Lindner, Oswald Sattler, Graham Bonney, Norman Langen, Olaf Malolepski, Schürzenjäger, Claudia Jung, Andreas Martin, Viva Voce, Roland Kaiser, Christian Lais und andere. Für das Comedy-Duo Emmi und Herr Willnowsky verfasst sie seit 2001 zahlreiche Songtexte.
Sie arbeitete und arbeitet u. a. mit folgenden Komponisten: Rainer Bielfeldt, Martin Lingnau, Oliver Corvino, Christian Bruhn, Willy Klüter, Richard Wester, Niki Reiser, David Klein, Tommy Mustac und Dieter Brink.
Im Juli 2011 erschien das von Edith Jeske in Zusammenarbeit mit Tobias Reitz verfasste erste deutschsprachige Handbuch für Songtexter.
2012 war sie als Textdichterin am Album Eine Frau von Jasmin Tabatabai beteiligt, für das diese den ECHO in der Kategorie „Jazz“ erhielt.
2022 / 2023 erreichte Claudia Jung mit drei von Edith Jeske getexteten Singles hintereinander Platz 1 der Radiocharts Schlager konservativ.  

### Mitgliedschaften
- Von Mitte der 80er bis 1997 war Edith Jeske Delegierte der außerordentlichen und angeschlossenen Textdichter der GEMA. Seit 1998 ist sie ordentliches GEMA-Mitglied.
- 1996 gründete sie die Celler Schule.[1]
- Seit 2001 ist Jeske Mitglied von Mensa in Deutschland.

## Auszeichnungen
- 1987 erreichten zwei Lieder mit ihren Texten den 1. und 2. Platz beim Ralph-Benatzky-Wettbewerb.
- 1993 gewann sie den Ralph-Benatzky-Wettbewerb als Interpretin.
- 1995 gewann sie mit Martin Lingnau den bundesweiten Wettbewerb „Xenos – Lieder gegen Fremdenfeindlichkeit“
 sowie den Hamburg-Song-Wettbewerb.
- 2009 erhielt sie mit Axel Poike den Bolten-Baeckers-Preis.
- 2021 erster LYRIKON des Deutschen Textdichterverbandes
- 2022 Nominiert Deutscher Musikautorenpreis im Bereich Schlager